# Салата од икре
Салата од икре, позната и као тучени кавијар, је стари начин припреме кавијара пореклом од слатководне рибе, који се и данас примењује, на различите начине, у многим европским земљама.

## Историја
Конзервирање икре уљем познато је још из времена Византије.  Метод припреме је задржан у балканским земљама, углавном под називом Тарама, као што је то случај у Грчкој или Турској . У прошлости се у Влашкој, Кнежевини Молдавији и Банату (најкасније од 1919., широм земље) користила само икра шарана, а као сланија опција коришћена је икра штуке или смуђа.
У неким државама југоисточне Европе данас, али и у Немачкој, салата се све више припрема од икре бакалара, чак и димљене, или друге морске рибе.  Резултати су веома сумњиви.
Последњих година у Румунији верзија са икром харинге, често већ помешаном са сецканим луком, проналази пријатеље. Али овај рецепт нема никакве везе са оригиналним.

## Варијације
Уместо лимуна, може се користити кашика ренданог сенфа или неколико капи сирћета за презле, гриз, али ове комбинације нису баш укусне.
Икра шарана/штуке се замењује икром пастрмке, која се продаје конзервисана у стакленим теглама од 50 или 100 грама. У овом случају, препоручује се припрема помоћу електричне машине.
Тучени кавијар се такође може купити у теглама, тубама или конзервама. Потребан је извесни опрез; не треба куповати производе од бакалара, скуше или оне са вештачким додацима.